# Heinrich Schliemann
Johann Ludwig Heinrich Julius Schliemann, conocido como Heinrich Schliemann (Neubukow, Gran Ducado de Mecklemburgo-Strelitz, 6 de enero de 1822 - Nápoles, Reino de Italia, 26 de diciembre de 1890), fue un millonario prusiano que, tras amasar una fortuna, se dedicó a su gran sueño: la arqueología en Hisarlik, y en otros yacimientos homéricos como Micenas, Tirinto y Orcómeno, demostrando que la Ilíada describía realmente escenarios históricos. El descubrimiento de Troya lo realizó en 1864 a partir de la lectura de Homero, recibiendo varias críticas de los eruditos de la época por su creencia ciega en Homero como fuente histórica para hallar el lugar, situación que después terminó a su favor y pasó a ser considerado un referente en la investigación arqueológica. De la excavación sería su esposa quien vestiría las joyas desenterradas de la casa del tesoro real de Príamo. 

## Biografía

### Nacimiento y juventud

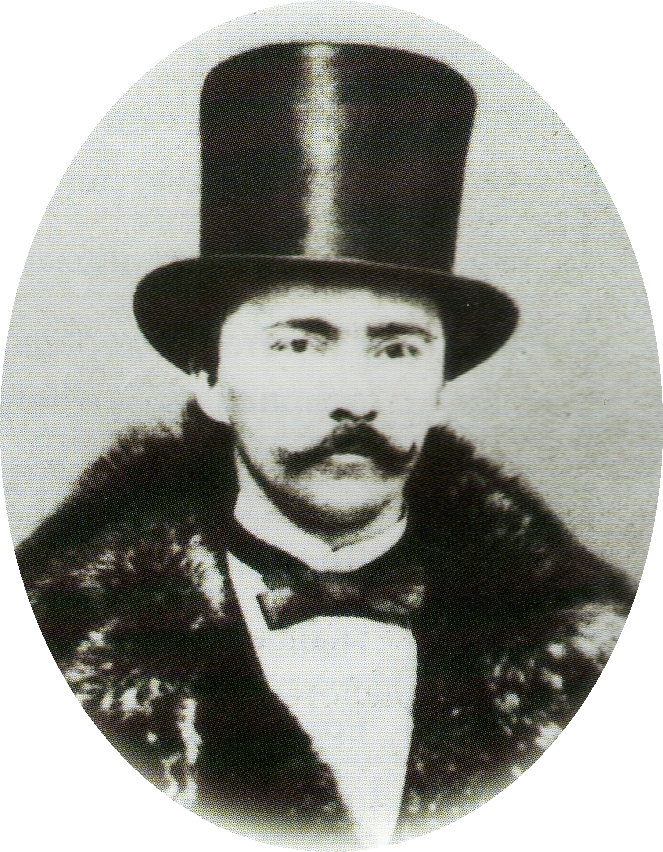
Fotografía de Schliemann cuando era un hombre joven

Era hijo de un humilde pastor protestante que sentía pasión por la historia antigua. A través de sus relatos, se interesó cuando era un niño por los poemas homéricos. Schliemann cuenta en su autobiografía que en la Navidad de 1829 recibió de su padre como regalo un volumen de Historia Universal para los niños de Georg Ludwig Jerrer y que se sintió muy impresionado por un grabado que representaba a Eneas con su padre Anquises y su hijo Ascanio huyendo de Troya en llamas.

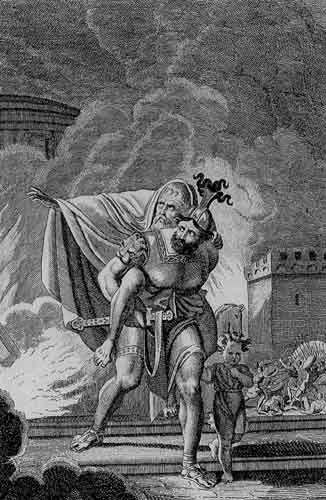
Eneas con Anquises y su hijo, de la obra de "Georg Ludwig Jerrer, Weltgeschichte für Kinder (Nürnberg 1828)", tras una obra de Johann Michael Voltz (1784-1858).

Heinrich no tuvo, sin embargo, una infancia feliz. Su padre bebía, maltrataba a su esposa, mantenía una relación con la criada; los hijos le tenían miedo. La madre murió de las consecuencias de su noveno parto cuando Heinrich tenía nueve años. El padre, ya fuera por problemas económicos o por escaso apego a sus hijos, los distribuyó entre los tíos, quienes se hicieron cargo de ellos mal que bien. Heinrich solo fue unos meses al Gymnasium por no poder pagárselo su padre. Muy joven tuvo que empezar a trabajar de aprendiz en una tienda.  A causa de la gran cantidad de horas que trabajaba no tenía momentos para estudiar, pero en una ocasión entró en ella un molinero borracho llamado Niederhoffer y, según explica Schliemann en su autobiografía, el molinero, que también había sido pastor protestante:

no había olvidado su Homero, puesto que aquella noche en que entró en la tienda nos recitó más de cien versos del poeta, observando la cadencia rítmica de los mismos. Aunque yo no comprendí ni una sílaba, el sonido melodioso de las palabras me causó una profunda impresión. Desde aquel momento nunca dejé de rogar a Dios que me concediera la gracia de poder aprender griego algún día.

### Generación de su fortuna
Heinrich trabajó en tiendas durante cinco años, pero tras un accidente decidió cambiar de ocupación. Embarcó rumbo a Venezuela, pero su barco naufragó en la costa de Países Bajos. Sin embargo, se salvó junto a varios compañeros en un bote salvavidas. En Ámsterdam fingió estar enfermo para que lo llevaran a un hospital y recibió ayuda de un amigo de Hamburgo que era agente naviero. Poco después, con ayuda del cónsul general prusiano, empezó a trabajar en una oficina comercial. Allí sellaba letras de cambio y llevaba y traía cartas al correo. Durante este periodo, a pesar de vivir en condiciones precarias, se dedicó a estudiar varios idiomas. Según explica en su autobiografía, se gastaba la mitad de su sueldo en clases de idiomas, y llegó a hablar con fluidez neerlandés, inglés, español, francés, portugués, ruso, italiano, griego y árabe. Además, a un nivel que él mismo juzga de aceptable, griego antiguo, turco, danés, sueco, esloveno, polaco, hindi, hebreo, persa, latín y chino.

### El "método Schliemann"
Sabemos el método que empleaba gracias a las explicaciones que dejó a la posteridad. El primer idioma fue el inglés. Leía en voz alta, y redactaba sus propios textos, que luego memorizaba, bajo la supervisión del profesor. Para mejorar la pronunciación, asistía a una misa en inglés, y ampliaba su vocabulario leyendo prosa de calidad, aprendiendo fragmentos de memoria. Según afirma Schliemann, aplicó ese mismo método a las demás lenguas.
A los 22 años dominaba siete idiomas y entró a trabajar en una compañía comercial, la casa Schröder. A los 24 años aprendió ruso, puesto que la casa Schröder exportaba añil a Rusia. Fue enviado como representante a San Petersburgo y a Moscú en 1846. Allí se desenvolvió exitosamente y se independizó como negociante. En 1851 abrió una oficina de reventa de polvo de oro. A los 30 años ya tenía una enorme fortuna. Mientras, viajaba a las grandes capitales europeas y, cuando estaba en Londres, solía visitar el museo Británico, donde disfrutaba de las antigüedades egipcias.
En 1852 se casó con una aristócrata rusa, Ekaterina Petrovna Lishin (1826-1896), con la que tendría tres hijos: Sergei (1855–1941), Natalja (1859–1869) y Nadeschda (1861–1935). El matrimonio duró, a duras penas, hasta 1869, año en el que por fin se divorciaron. A los 33 años dominaba 15 idiomas. Entre 1851 y 1859 realizó diversos viajes de negocios, llegando a radicarse temporalmente en California, donde, heredando la concesión de un hermano fallecido, se hizo banquero e incrementó su fortuna. Durante esta época estuvo gravemente enfermo de tifus, pero se restableció y regresó a Europa.
Viajó por Oriente Medio y, al volver a Rusia, aprovechó el bloqueo provocado por la guerra de Crimea para comerciar con armas, provisiones y acero.

### Cambio de actividades
En 1866, después de trasladarse a París, comenzó a estudiar Ciencias de la Antigüedad y Lenguas Orientales en la Universidad de la Sorbona. Entretanto compró un campo de cultivo de caña de azúcar en Cuba.
A pesar de su holgura económica, realizaba sus viajes en segunda clase, llegando a visitar Egipto, China, India y Japón.
Una visita a Pompeya, que durante mucho tiempo se había creído una leyenda, le hizo recordar los relatos de su padre sobre la Guerra de Troya, la mítica expedición de una coalición griega para rescatar a Helena de su cautiverio a manos de los troyanos, y comenzó a preguntarse si no estaría también basada en hechos reales.

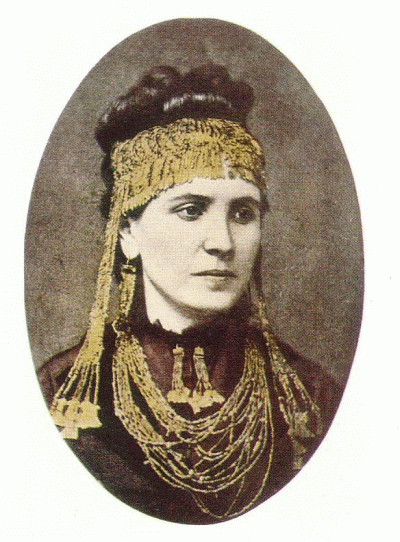
Fotografía de Sophia Schliemann luciendo algunas joyas del Tesoro de Príamo (1873)

En 1868 viajó a Grecia por primera vez. Entre los lugares que visitó estuvo la isla de Ítaca, donde contrató algunos hombres para realizar pequeñas excavaciones en las que hizo escasos hallazgos. También estuvo en Micenas y, tras cruzar los Dardanelos, recorrió a caballo la llanura de Troya. Ese año conoció a Frank Calvert, cónsul británico en los Dardanelos, quien había comprado la mitad de la colina de Hisarlik, en Turquía, donde algunos estudiosos de la Antigüedad ubicaban Troya.
En 1869 Schliemann se divorció y el 23 de septiembre del mismo año se casó en segundas nupcias con una joven griega de tan solo 17 años, Sophia Engastromenos (1852-1932), sobrina de un amigo sacerdote a quien había conocido en San Petersburgo, llamado Vimpos. Ese mismo año obtuvo su doctorado en Arqueología.
Con Sophia tuvo otros dos hijos, a los que puso nombres de personajes homéricos: Andrómaca (1871–1962) y Agamenón (1878–1954).
Convencido de que los poemas de Homero describían una realidad histórica, emprendió expediciones en Grecia y Asia Menor para encontrar los lugares descritos en ellos.

### Descubrimiento de Troya

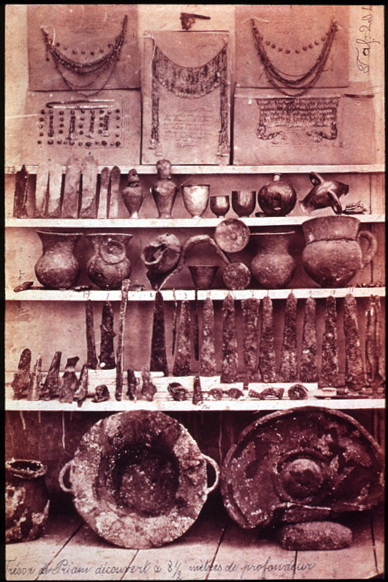
El tesoro de Príamo

En Hisarlik, Heinrich Schliemann empezó a excavar, en 1870, las ruinas de Troya. Frank Calvert había realizado excavaciones preliminares siete años antes de la llegada de Schliemann, y le sugirió que la colina de Hisarlik era el emplazamiento de la mítica ciudad. Posteriormente, Schliemann minimizaría en sus escritos el papel que realmente había tenido Frank Calvert en el descubrimiento.
Los colaboradores de Schliemann destruyeron algunos restos de las capas centrales a causa de sus prisas por alcanzar los estratos más antiguos. En algunas fases de las excavaciones fue acompañado por su esposa griega, que solía clasificar los fragmentos de cerámica y otros restos arqueológicos que eran hallados.
Existieron numerosas dificultades durante las excavaciones, algunas de ellas derivadas de que hasta entonces se habían realizado pocas excavaciones de tal envergadura y de la inexperiencia de los participantes, más las producidas por el clima del lugar, que favorecía enfermedades como la malaria.
Schliemann distinguió entre varios estratos correspondientes a distintas fases de ocupación de Troya. Inicialmente creyó que el correspondiente a Troya II era la Troya cantada en la Ilíada.
En 1873 descubrió una colección de objetos y joyas de oro que llamó Tesoro de Príamo. La hizo trasladar ilegalmente a Grecia y por ello, en 1874, fue acusado de robo de bienes nacionales por el Imperio otomano y luego condenado a pagar una multa. Para volver a tener la posibilidad de que las autoridades turcas le permitieran volver a excavar en el futuro, pagó una indemnización mayor y donó algunos hallazgos al museo de Constantinopla. Por otra parte, la comunidad científica cuestionaba sus métodos y sus resultados.

### Hallazgos en Micenas

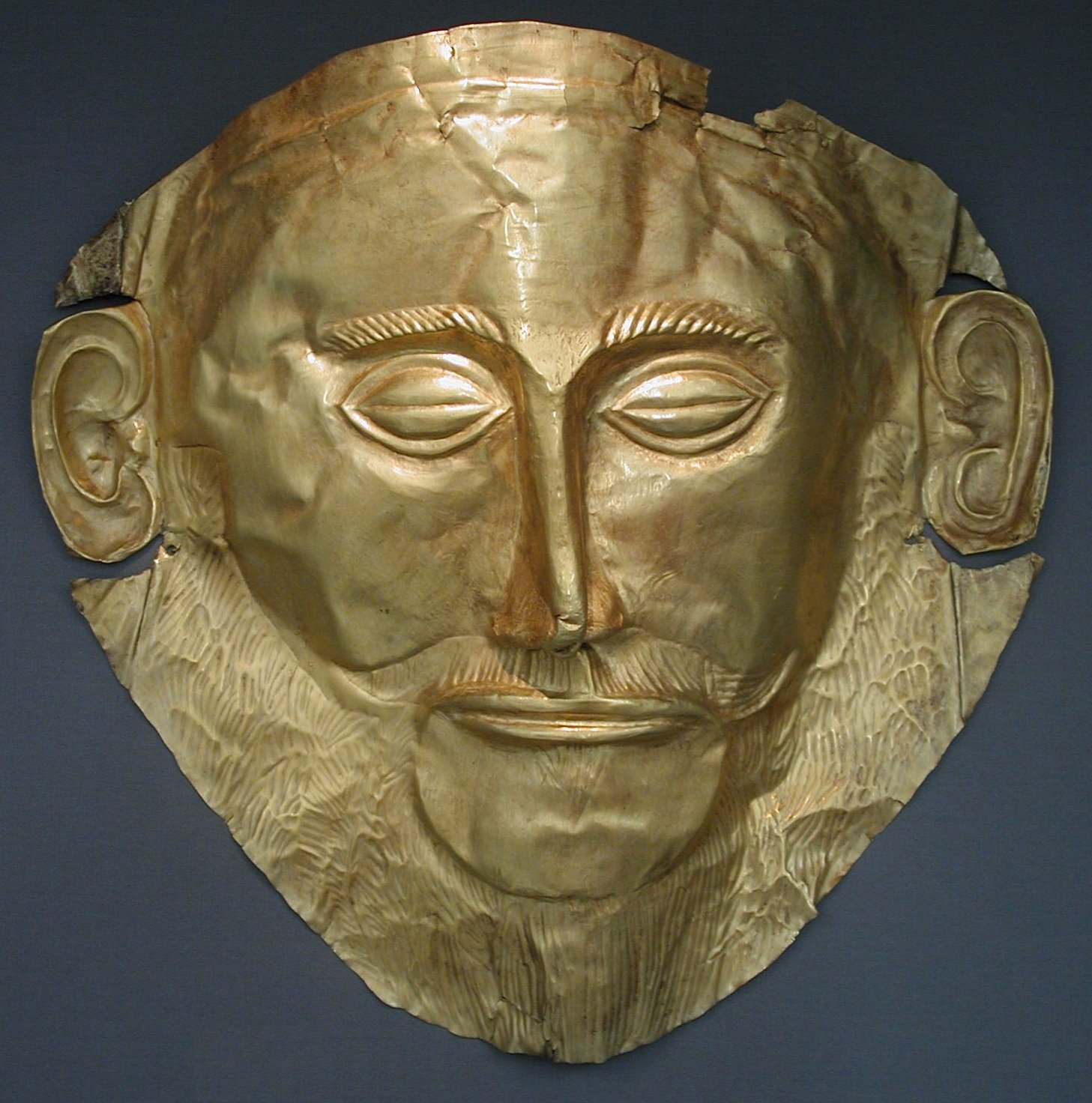
La llamada Máscara de Agamenón descubierta por Schliemann en Micenas (1876).

Poco después realizó grandes descubrimientos en Micenas, de cuyas ruinas hasta entonces solo se conocían la Puerta de los Leones, la muralla ciclópea adosada a ella y el llamado Tesoro o tumba de Atreo.
Schliemann llegó a un acuerdo con las autoridades griegas mediante el cual pudo excavar en Micenas con el derecho exclusivo de informar de sus descubrimientos durante un limitado período a cambio de entregar todo lo que hallase en las excavaciones y de sufragar todos los gastos.
Usó la obra de Pausanias para localizar las tumbas entre las cuales se creía que se encontraba la correspondiente al legendario Agamenón. Anteriormente los eruditos habían interpretado erróneamente las indicaciones de las tumbas de las que hablaba Pausanias, creyendo que estaban ubicadas todas fuera de la muralla de la acrópolis.
En las excavaciones halló cinco tumbas (en un recinto que ha sido llamado Círculo funerario A) con un total de 20 cadáveres, y en torno a ellos abundantes y ricos ajuares funerarios, con numerosos objetos de oro, bronce, marfil y ámbar. Además halló sesenta dientes de jabalí y un numeroso grupo de sellos con grabados de escenas religiosas, de luchas o de caza. Entre estos hallazgos estaba la llamada máscara de Agamenón, fechada, sin embargo, varios siglos antes de la cronología que tradicionalmente se atribuye al legendario rey.
Christos Stamakatis, que había sido designado por el gobierno griego para controlar el trabajo de Schliemann y vigilar que todo lo que se encontrase quedase en Grecia, continuó con la excavación en 1877, pero solo descubrió una tumba más.

### Otras excavaciones
En 1876 había iniciado unos pequeños sondeos en Tirinto, y en 1877 volvió a Ítaca, exploró la isla en busca de restos arqueológicos y realizó algunos sondeos, pero sin resultados.
En 1880 excavó en Orcómeno, donde encontró un tipo de cerámica que llamó cerámica minia. También descubrió una tumba del tipo tholos, de época micénica.
En 1882-1884, junto con Wilhelm Dörpfeld -un joven arquitecto y arqueólogo alemán ya célebre por sus campañas en Olimpia-, regresó para excavar a mayor escala, inspirado en los datos que sobre esta ciudad habían escrito Homero y Pausanias. Desenterró un palacio micénico de considerables dimensiones.

### Sus últimas campañas en Troya
Schliemann volvió durante tres campañas a Troya. En ellas, su colaborador más valioso fue el citado Wilhelm Dörpfeld. Por los hallazgos de cerámica en estas campañas, Schliemann admitió su error en su creencia inicial de que el estrato de Troya II era el correspondiente a la ciudad homérica, y en cambio esta debía identificarse con Troya VI. Uno de los hallazgos más llamativos de la última campaña fue el denominado tesoro L, que constaba de cuatro hachas ceremoniales, que trasladó también ilegalmente a Grecia.

### Muerte y lugar de entierro

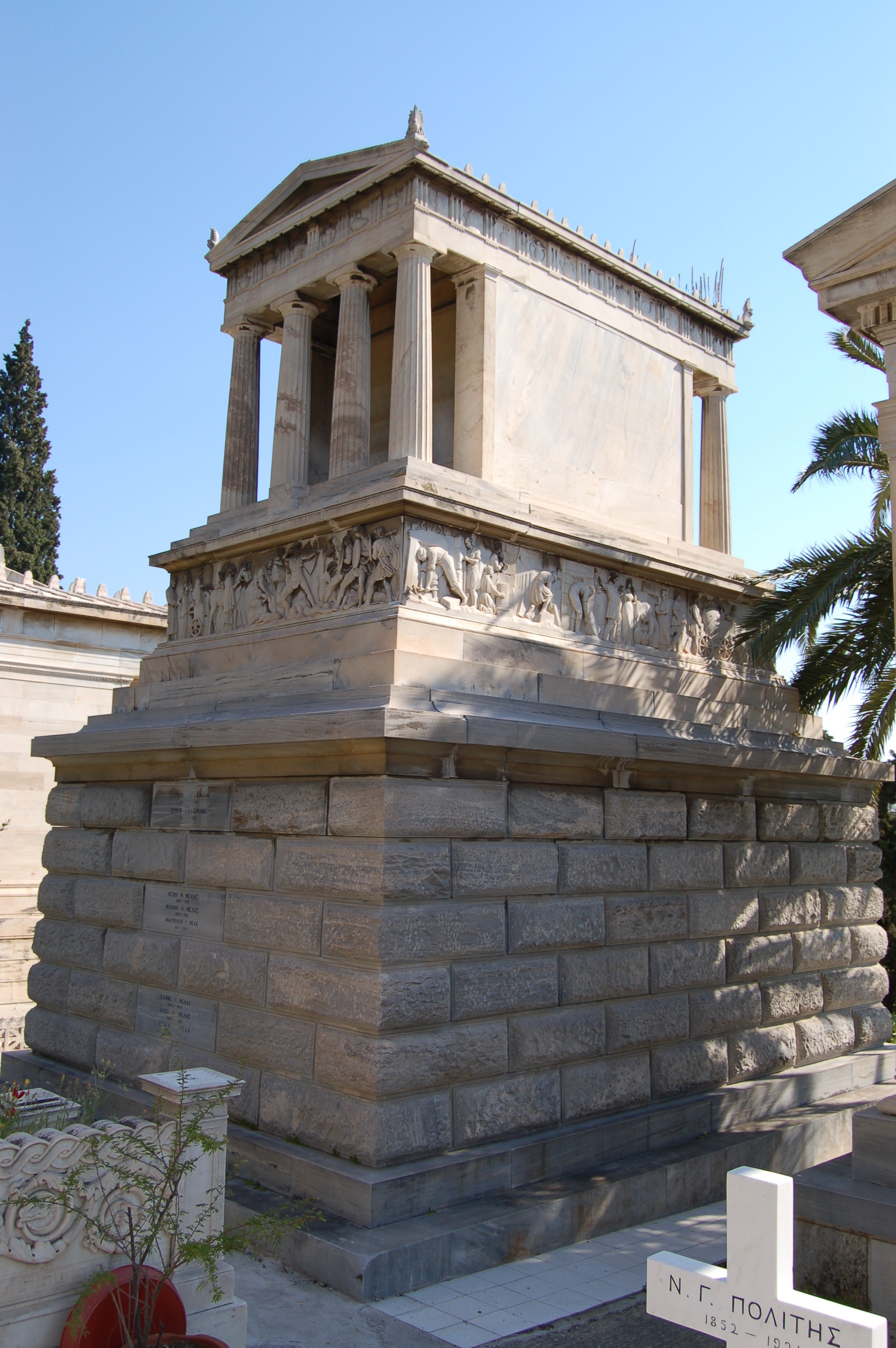
Tumba de Schliemann en Atenas.

En sus últimos meses de vida padeció graves dolencias del oído que le llevaron a ser operado en 1890. Desoyendo los consejos médicos, abandonó el hospital para ir a Leipzig, Berlín y París. Mientras volvía de esta ciudad a Atenas, cayó desvanecido, el día de Navidad, en la Piazza Carità de Nápoles y perdió la facultad de hablar. Cuando por fin se averiguó su identidad, el médico observó que la reinfección de sus oídos le había afectado al cerebro, lo que causó su muerte al día siguiente. Su muerte fue el 26 de diciembre de 1890.
Sus restos mortales fueron llevados a Atenas, como era su voluntad, y depositados en el suntuoso mausoleo que había construido para sí mismo en el llamado "Proto-Nekrotafio" o "Primer Cementerio" de la ciudad. El mausoleo, coronando una colina, reproduce un templo de orden dórico presidido delante por su busto y una inscripción que reza "Para el héroe Schliemann", mientras en el relieve del friso se relatan gráficamente sus propias excavaciones.

## Campañas de excavaciones
- Troya
  - Años 1870, 1871, 1872, 1873, 1878-1879, 1882 y 1889-1890.
- Micenas
  - 1876
- Tirinto
  - 1876 y 1884
- Orcómeno
  - 1880

## Legado
Su carrera empezó antes de que la Arqueología se desarrollara como ciencia profesional, de modo que, para los estándares actuales, la técnica de campo del trabajo de Schliemann dejaba mucho que desear. Sin embargo, se le reconoce la importancia que prestó a los fragmentos de cerámica como indicadores de diferentes cronologías de las capas estratigráficas y también que fue el primer arqueólogo en documentar sus descubrimientos con fotografías en su publicación Atlas trojanischer Alterthümer.
Tuvo que enfrentarse en vida a muchas críticas, como haber falsificado pruebas o destruido vestigios por sus métodos poco ortodoxos. La comunidad científica muchas veces negó sus descubrimientos, aunque finalmente le diera la razón en varios aspectos.
El estudioso británico Walter Leaf (1852-1927) dijo sobre él:

Un hombre que consigue dar a conocer al mundo un problema totalmente nuevo puede dejar confiada la solución definitiva a los que vengan tras de él.

## Libros que publicó

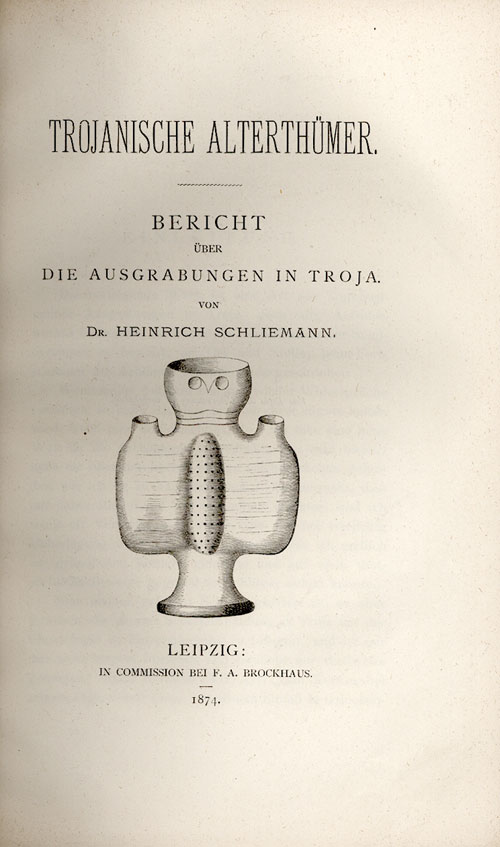
Portada de Antigüedad de Troya, publicado en Leipzig en 1874.

- Autobiografía (1892) Compuesta por Adolf Brückner y Sophia Schliemann sobre textos del propio Schliemann
- La China y el Japón (1864)
- Ítaca, Peloponeso y Troya (1868)
- Antigüedad de Troya (1874)
- Ilión (1879)
- Orcómeno (1881)
- Troya (1883)
- Tirinto (1886)

## Eponimia
- El cráter lunar Schliemann lleva este nombre en su memoria.[12]
- El asteroide (3302) Schliemann también conmemora su nombre.[13]